# Ranczer w kosmosie
Ranczer w kosmosie (ang. The Astronaut Farmer) – amerykański film fabularny z 2006 roku w reżyserii Michaela Polisha, wyprodukowany przez wytwórnię Warner Bros. Pictures.
Premiera filmu odbyła się 15 października 2006 podczas festiwalu filmowego w Mill Valley. Cztery miesiące później, 23 lutego 2007, obraz trafił do kin na terenie Stanów Zjednoczonych.

## Fabuła
Film opisuje historię ekscentrycznego pilota wojskowego Charlesa Farmera (Billy Bob Thornton), którego największym marzeniem jest lot w kosmos. Po śmierci ojca porzuca pracę i przejmuje rodzinną farmę. Mężczyzna zaczyna we własnej stodole budować rakietę, która ma go wynieść w przestrzeń okołoziemską. Gdy dokonuje zakupu paliwa rakietowego, staje się obiektem zainteresowania agencji rządowych.

## Obsada
- Billy Bob Thornton jako Charles Farmer
- Virginia Madsen jako Audrey "Audie" Farmer
- Max Thieriot jako Shepard Farmer
- Jasper Polish jako Stanley Farmer
- Logan Polish jako Sunshine Farmer
- Bruce Willis jako pułkownik Doug Masterson
- Bruce Dern jako Hal
- Mark Polish jako agent FBI Mathis
- Jon Gries jako agent FBI Killbourne
- Tim Blake Nelson jako Kevin Munchak
- Sal Lopez jako Pepe Garcia

## Odbiór

### Krytyka
Film Ranczer w kosmosie spotkał się z mieszaną reakcją krytyków. W serwisie Rotten Tomatoes 58% ze stu trzydziestu sześciu recenzji filmu jest pozytywne (średnia ocen wyniosła 5,97 na 10). Na portalu Metacritic średnia ocen z 28 recenzji wyniosła 55 punktów na 100.